# Austrolimnophila antiqua
Austrolimnophila antiqua är en tvåvingeart som först beskrevs av Frederick Askew Skuse 1890.  Austrolimnophila antiqua ingår i släktet Austrolimnophila och familjen småharkrankar. Inga underarter finns listade i Catalogue of Life.